# Leslie Johnson
Leslie George Johnson (Walthamstow, 22 de marzo de 1912-Withington, 8 de junio de 1959)  fue un piloto británico de rally, carreras de montaña, autos deportivosy  monoplazas. Participó en la primera carrera de Fórmula 1 (Gran Premio de Gran Bretaña de 1950). En la vuelta 2 de esa misma carrera, tuvo que abandonar por un problema en su compresor. Pilotó para el equipo ERA.

## Resultados

### Fórmula 1
(Clave) (negrita indica pole position) (cursiva indica vuelta rápida)

| Año         | Escudería | 1       | 2   | 3   | 4   | 5   | 6   | 7   | Pos. | Puntos |
| ----------- | --------- | ------- | --- | --- | --- | --- | --- | --- | ---- | ------ |
| 1950        | ERA Ltd   | GBR Ret | MON | 500 | SUI | BEL | FRA | ITA | NC   | 0      |
| Referencia: |           |         |     |     |     |     |     |     |      |        |